# 懷特皮金 (密歇根州)
懷特皮金（英語：White Pigeon）是位於美國密歇根州聖約瑟夫縣懷特皮金鎮區的一個村。

## 人口
根據2020年美國人口普查的數據，懷特皮金的面積為3.69平方千米，當中陸地面積為3.65平方千米，而水域面積為0.04平方千米。當地共有人口1718人，而人口密度為每平方千米465人。